# Augusto Premoli
Augusto Premoli (Almenno San Bartolomeo, 17 agosto 1911 – 26 giugno 2004) è stato un politico e giornalista italiano, senatore del Partito Liberale Italiano dal 1968 al 1976.